# Глогувко
Глогувко (пол. Głogówko) — остановочный пункт и путевой пост в деревни Глогувко в гмине Котля, в Нижнесилезском воеводстве Польши. Бывшая товарно-пассажирская станция (по 2005 год). Имеет 2 платформы и 2 пути.
Станция под названием «Глогишдорф» (нем. Glogischdorf) была построена в 1884 году, когда эта территория была в составе Германской империи.